# Naspers

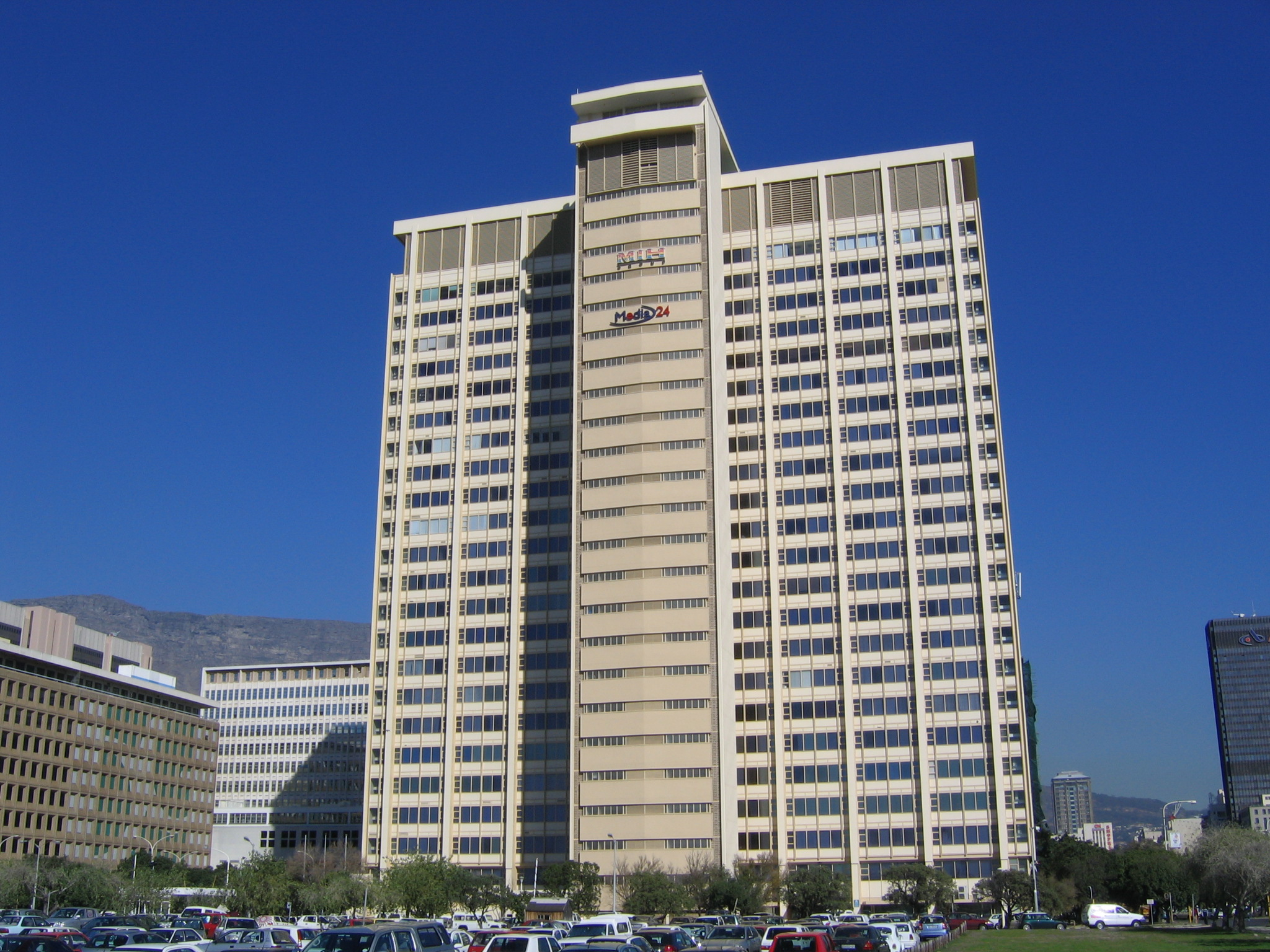
Hauptgebäude von Naspers in Kapstadt

Naspers ist ein börsennotierter südafrikanischer Medienkonzern mit Hauptsitz in Kapstadt und das größte Medienunternehmen des afrikanischen Kontinents. Das Unternehmen ist in den Bereichen Printmedien (Zeitungen, Zeitschriften, Bücher), Fernsehen (Pay-TV) und Internet (als Provider und Portalbetreiber) aktiv. Naspers hält eine 30 %-Beteiligung an der brasilianischen Firma Grupo Abril, der britischen Firma Tradus sowie der polnischen Allegro. Es existieren Beteiligungen weltweit, u. a. in Brasilien, China, Deutschland, Griechenland, Indien, Niederlande, Russland und Thailand.
Bei den afrikaanssprachigen Zeitungen und Zeitschriften hat das Tochterunternehmen Media24 faktisch ein Monopol. Sämtliche bedeutenden afrikaanssprachigen Zeitungen erscheinen dort, dies sind im Einzelnen Rapport, Die Son, Die Burger, Beeld und Volksblad. Es besteht auch eine Beteiligung an der Allgemeinen Zeitung in Namibia. Derzeit werden über 100 Titel mit einer Gesamtauflage von mehreren Millionen Exemplaren herausgegeben.
Das Tochterunternehmen Myriad International Holdings (MIH Group) unterhält unter anderem den Pay-TV-Sender M-Net, der 15 Kanäle betreibt. Auch hier besteht mit KykNet ein De-facto-Monopol im afrikaanssprachigen Bereich. Mit M-Web ist Naspers auch einer der größten Internetprovider Südafrikas. Über Via Afrika ist Naspers an mehreren Buchverlagen beteiligt, darunter mit einer Mehrheitsbeteiligung an dem wissenschaftlichen Verlag Van Schaik.

## Geschichte
Naspers wurde 1915 als Nasionale Pers gegründet und hat seinen Ursprung im burischen Nationalismus. Der Verlag diente als Herausgeber der im gleichen Jahr gegründeten Zeitung Die Burger, 1916 folgte die Gründung der Zeitschrift Huisgenoot. Die obengenannten Zeitungen des Verlags waren (mit Ausnahme von Die Son, die erst 2003 gegründet wurde) während der Apartheidszeit loyale Unterstützer der Regierung. Der erste Chefredakteur von Die Burger, Daniel François Malan, wurde später als Premier zu einem der führenden politischen Exponenten der Apartheid. Nachdem 1989 das Ende dieser Ära anbrach, begann sich die Bindung zur Nationalen Partei zu lockern, wie auch aus dem einstigen Verlag zunehmend ein multimedialer Konzern wurde. Seit den 1990er Jahren ist Naspers auch vermehrt an ausländischen Unternehmen beteiligt, so wurden im Jahr 2006 30 % des brasilianischen Medienkonzerns Grupo Abril erworben, 2007 folgte der Kauf des britischen Internetauktionshauses Tradus. Obwohl die afrikaanssprachigen Medien im Printsektor ein wichtiges Standbein geblieben sind, sind die englischsprachigen Medien des Konzerns in diesem Bereich mittlerweile gleichbedeutend und im Bereich des Fernsehens und Internets dominant geworden.
Im Jahr 2001 übernahm Naspers für 32 Mio. US$ 46,5 % der Anteile am chinesischen Internet-Unternehmen Tencent, dessen Wert sich in den folgenden zwei Jahrzehnten vervielfachte und Naspers zum wertvollsten Afrikanischen Unternehmen machte. Der Wert von Naspers Tencent-Beteiligung allein wurde deutlich höher als der Wert der gesamten Naspers Gesellschaft angesehen. Im Jahre 2021 hielt Naspers noch knapp 29 % der Tencent-Anteile. Im April 2010 erwarb Tencent für 300 Mio. US$ Anteile an der russischen Internet-Firma Digital Sky Technologies (DST), die im September 2010 in Mail.ru Group umbenannt wurde. Diese hatte 2009 für 300 Mio. US$ 3,5 % der Facebook-Aktien erworben. Über diese Beteiligungen hält Naspers indirekt 0,12 % an Facebook. 2 % der Tencent-Beteiligung wurde im Jahre 2018 für 10,6 Milliarden US-Dollar verkauft. Die Internet-Beteiligungen wurden im Jahre 2019 in die niederländische Prosus N.V. ausgegliedert. Im April 2021 verkaufte Prosus 2 % der Beteiligung an Tencent für 14,7 Milliarden US-Dollar.
Seinen Geschäftsbereich Video-Unterhaltung gliederte Naspers im Februar 2019 aus in die MultiChoice Group MCG, die Muttergesellschaft von MultiChoice South Africa (darunter SuperSport, M-Net und DStv Media Sales), MultiChoice Africa Holdings, Showmax Africa sowie Irdeto.
2019 wurde Phuti Mahanyele-Dabengwa CEO für Südafrika.